# John Sedgwick Cowper
Pour les articles homonymes, voir John Cowper et Cowper.
John Sedgwick Cowper (12 juin 1876–10 juillet 1947) est un homme politique canadien de la Colombie-Britannique. Il est député provincial libéral de la circonscription britanno-colombienne de Vancouver City de 1916 à 1920.

## Biographie
Né à Liverpool en Angleterre, Cowper est le fils d'un officier de la marine et étudie sur place. Il s'établit au Canada en 1901 et travaille pour le journal The Globe (en) de Toronto de 1905 à 1910. En 1911, il déménage à Prince Rupert dans le nord de la Colombie-Britannique et devient éditeur du Prince Rupert Daily News (en). En 1916, il part pour Vancouver et commence à travaille pour le Saturday Tribune. Il occupe aussi la fonction d'éditeur du The Vancouver Daily World (en) et contribue également pour des journaux de Regina en Saskatchewan et d'Edmonton en Alberta.
Cowper meurt à son domicile de l'île Read (en), dans l'archipel des îles Discovery, en juillet 1947 à l'âge de 71 ans.